# نيت كواري
ناثان باركر «نيت» كواري (بالإنجليزية: Nathan Parker "Nate" Quarry؛ مواليد 19 مارس 1972) هو مُقاتل فنون قتالية مختلطة أمريكي مُعتزل.

## وصلات خارجية
- نيت كواري على موقع شيردوغ (الإنجليزية)
- نيت كواري على موقع Tapology.com (الإنجليزية)
- نيت كواري على موقع IMDb (الإنجليزية)
- نيت كواري على موقع قاعدة بيانات الفيلم (الإنجليزية)